# La dote de los Angyar
«La dote de los Angyar» (en inglés, «The Dowry of Angyar») es un cuento de ciencia ficción de la escritora estadounidense Ursula K. Le Guin, publicado por primera vez en 1964. Es la primera obra del ciclo de Hain y está ambientada en un planeta ficticio de la estrella Fomalhaut; relata la historia de una mujer de clase alta que intenta recuperar una reliquia familiar. El cuento está enmarcado dentro de comentarios de etnólogos que estudian las formas de vida inteligente dentro del sistema de Fomalhaut, y toma elementos de la mitología nórdica y el tema de la dilatación del tiempo. Recibió comentarios por sus recursos estilísticos y también fue elogiado por su «prosa cristalina». Más tarde apareció como prólogo en la novela El mundo de Rocannon, de 1966. En publicaciones posteriores, el cuento tuvo el título de «El collar de Semley».

## Contexto
«La dote de los Angyar» es la primera obra ambientada en el ciclo de Hain. En esta historia alternativa, los humanos no evolucionaron en el planeta Tierra, sino en Hain, y luego colonizaron varios sistemas planetarios vecinos, entre ellos Terra (la Tierra)  y Athshe (el planeta de El nombre del mundo es Bosque), posiblemente un millón de años atrás. Estos mundos fueron perdiendo el contacto unos con otros, por razones que la autora no detalla. Tampoco narra la historia entera del universo de Hain de una vez, sino que invita a los lectores a acomodar las piezas luego de leer las obras. Las novelas y otras ficciones de este ciclo cuentan los esfuerzos para restablecer una civilización galáctica, la «Liga de los Mundos». Los exploradores viajan por años entre los sistemas planetarios, aunque cada desplazamiento se acorta por la dilatación del tiempo relativa; además, cuentan con el ansible, un dispositivo que permite la comunicación interestelar instantánea, cuya invención se relata en Los desposeídos.
La trama de este cuento sucede en un planeta de la estrella Fomalhaut, que alberga varias especies inteligentes. La especie a la que pertenece Semley, la protagonista, tiene una estructura social que divide a los individuos en dos categorías, los «Olgyior» y los «Angyar», en la que los primeros se subordinan a estos últimos. Además, existen otras dos especies: los Fiia, similares a los elfos, y los Gdemiar, similares a los enanos. La historia comienza luego de la llegada de los «Señores de las Estrellas», que son emisarios de la Liga de los Mundos, y que cobran impuestos a la población del planeta.
La historia está enmarcada con comentarios de Rocanonn, un etnólogo de la Liga de los Mundos, y del curador del museo de la Liga en el planeta ficticio de Nueva Georgia del Sur. Ambos conversan sobre el planeta de Semley, además de realizar una descripción completa de las especies inteligentes en el sistema de Fomalhaut. También existe un comentario sobre la propia historia de Rocannon, realizada por un narrador desconocido.

## Argumento
Semley, una mujer Angyar de clase alta, se casa a corta edad. Pese a su ascendencia, tiene menos riqueza material que varios de los miembros de la casa de su esposo y se siente amenazada por esto. Luego del nacimiento de su hija, regresa con su familia para llevar un collar de belleza mítica, que su familia había poseído una vez. Su padre la envía con los Fiia, que no saben nada de él. Por eso, acude a los Gdemiar, que habían creado el collar. Le dicen que pueden llevarla hasta él y que el viaje «no durará más de una noche». Luego la trasladan en una nave espacial a un museo de la Liga de los Mundos, donde conoce a Rocannon, el etnólogo. Le pide su collar y se lo devuelve. Semley regresa a la casa de su marido, donde se da cuenta de que si bien para ella fueron dos días de viaje, en realidad había estado ausente por nueve años del tiempo de su planeta; el año de ese mundo dura 800 días, por lo que Semley había tardado casi veinte años terrestres en volver. Su esposo había fallecido y su hija era ya una mujer. En su dolor, Semley abandona el collar y se aleja hacia los bosques y las montañas.

## Temas

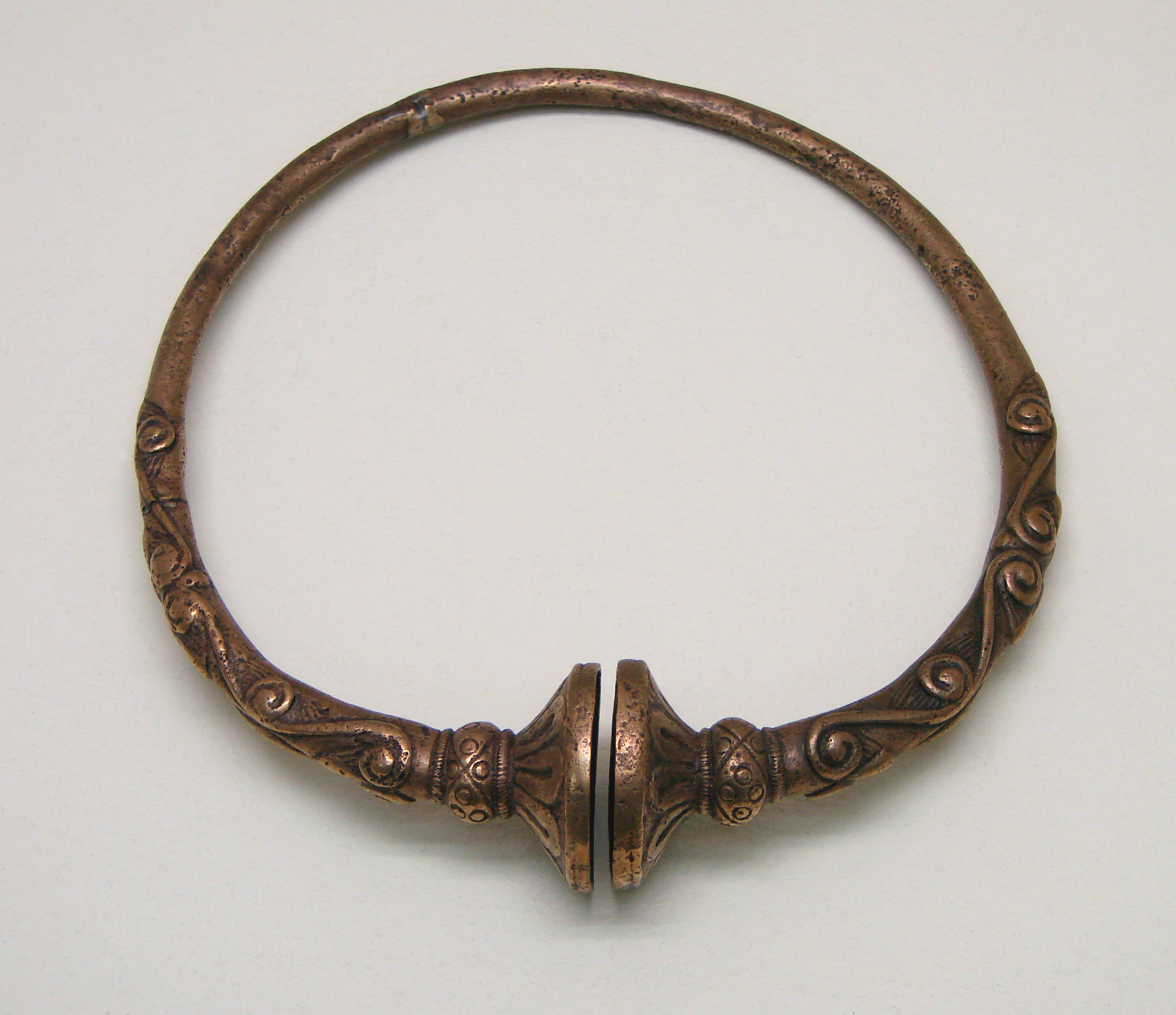
Una torques como la del mito nórdico de «Brisingamen».

Ursula K. Le Guin mencionó que es el más «característico y romántico» de sus cuentos de ciencia ficción. Menciona también que «el candor y la inocencia [...] se han convertido gradualmente en algo más fuerte, más duro y más complejo». En el prólogo de Las doce moradas del viento comenta que si bien sentía que ya había concluido la historia de Semley, se le impuso la necesidad de escribir la historia de Rocannon, que figura como personaje secundario en el cuento, y que de esta manera se convirtió en «el embrión de una novela».
La crítica Amy Clarke afirmó que el cuento se pudo haber inspirado en «Brisingamen», un mito nórdico sobre el collar de la diosa Freya. Según esta idea, los nocturnos Gdemiar del cuento de Le Guin serían análogos a los enanos de los mitos, mientras que los diurnos Fiia serían como los elfos. La académica Donna White argumentó que «La dote de los Angyar» era una nueva versión del mito del collar de Freya. Un comentario en Science Fiction Studies afirma que el cuento combina la mitología nórdica con la noción de la dilatación del tiempo de la relatividad de Albert Einstein. Por otra parte, Ewa Wiśniewska está de acuerdo con la interpretación de que en este cuento se retoman motivos del folclore nórdico, pero menciona que a diferencia de Freya, Semley acaba siendo víctima a causa de su pasividad y de su conocimiento limitado.
Según la académica Kim Kirkpatrick, la historia de Semley está contada a través de Rocannon, lo que la convierte en un objeto pasivo. Además, Semley es un personaje representado sin autoconsciencia, a diferencia del etnólogo, y no tiene noción de las consecuencias que traería el viajar en la nave espacial. El investigador Richard Erlich mencionó que si bien la protagonista halla lo que busca, paga un alto precio; por ende, él considera que el cuento transmite el mensaje de la prudencia, que se puede encontrar por todas partes en el folclore.
La Encyclopedia of Science Fiction menciona que el cuento explora la naturaleza subjetiva del tiempo sumado al concepto folclórico del mundo de las hadas y que da una «justificación tecnofantástica» para ello. El viaje de Semley dura una noche o dos, pero cruelmente descubre, demasiado tarde, que la dilatación del tiempo ha hecho que pasaran muchos años en su hogar.

## Publicación
Sobre el proceso de creación de este cuento, la autora mencionó que lo escribió en 1963, y lo publicó un año más tarde en Amazing Stories, que fue su octavo cuento publicado y que luego lo eligió como prólogo para su novela El mundo de Rocannon. También apareció en Las doce moradas del viento bajo el título de «Semley's Necklace» («El collar de Semley» en español). En 1992 se editó la antología The Oxford Book of Science Fiction Stories, donde este cuento está presente.
Un obituario para Le Guin en The Conversation describió el cuento como «uno de los mejores de su tipo» en cuanto al género de la fantasía y afirmó que «su prosa cristalina fue idéntica al destino trágico de Semley». Una reseña de Las doce moradas del viento en un periódico para docentes se refirió a la historia como «una experiencia de lectura valiosa».
El estilo y la estructura del cuento recibieron comentarios de varios críticos. Kirkpatrick mencionó que utiliza recursos estilísticos que la autora luego continuaría empleando: entre ellos, se cuenta el dirigirse al lector de modo tal que se comprometa para crear la historia, e involucrar al personaje principal en un juego de adivinanzas para definir su identidad. Además, afirmó que si bien la historia parece centrarse en Semley, en algunos sentidos el personaje principal es Rocannon, ya que como científico, estudia y cuestiona a Semley; de este modo la presenta y la objetiva como un «otro» extraterrestre. Además, su perspectiva se acerca a la del público lector, cuya curiosidad acerca de la historia de Semley comparte.
Una reseña de 2015 sugiere que en el cuento Le Guin utiliza dos estilos que se alternan. La historia que actúa como marco se ambienta en un museo de Ekumen y recurre a vocabulario científico y técnico, que es el estilo de Rocannon, típico de la ciencia ficción convencional. Por otra parte, el viaje de Semley trabaja con «una forma poética del lenguaje» que parece más típica de la fantasía, o la «fantasía científica»; esta combinación sería entonces «una operación compositiva muy interesante».